# MBB Bo 105
Messerschmitt-Bölkow-Blohm Bo 105 — легкий багатоцільовий вертоліт з двома двигунами розроблений Bölkow з Оттобрунна, Німеччина. Він став першим легким вертольотом у світі з двома двигунами і був першим вертольотом який зміг виконати пілотаж, такий як перевернуті петлі. Bo 105 має революційну систему шарнірного гвинта, на 1970 рік інноваційна технологія у вертольотобудуванні. Виробництво Bo 105 почалося після злиття Messerschmitt-Bölkow-Blohm (MBB).
Основні виробничі потужності з виробництва Bo 105 були розташовані у Німеччині і Канаді; у зв'язку з високим рівнем експортних продажів, було відкрито додаткові лінії виробництва у Іспанії, Індонезії і на Філіппінах. MBB став частиною Eurocopter у 1991, яка продовжила виробництво вертольота у 2001. Bo 105 формально був замінений на виробництво нового Eurocopter EC135, який став подальшою розробкою Bo 105.

## Розробка
У 1964 у Bölkow почали проектні роботи над вертольотом, який став Bo 105, також продовжили роботи над шарнірним гвинтом, розробку якого було розпочато раніше. 16 лютого 1967 другий прототип Bo 105A зробив свій перший політ у Оттобрунні у Німеччині; перше представлення відбулося у 1967. Програма тестування була розбита на частини, спочатку створення нового планера Bo 105, нової гвинтової системи і нового двигуна; через це прототип Bo 105 у першому польоті був оснащений несним гвинтом від вертольота Westland Helicopter Scout і парою турбовальних двигунів Allison Model 250 замість частин які були у розробці. Sud Aviation співпрацювала з Bölkow над розробкою гелікоптера; вертоліт Alouette II отримав гвинт від Bo 105 і проходив польотні випробування. Третій прототип Bo 105 був оснащений турбовальними двигунами MAN Turbo 6022;для тестувань було побудовано шість до серійних Bo 105.

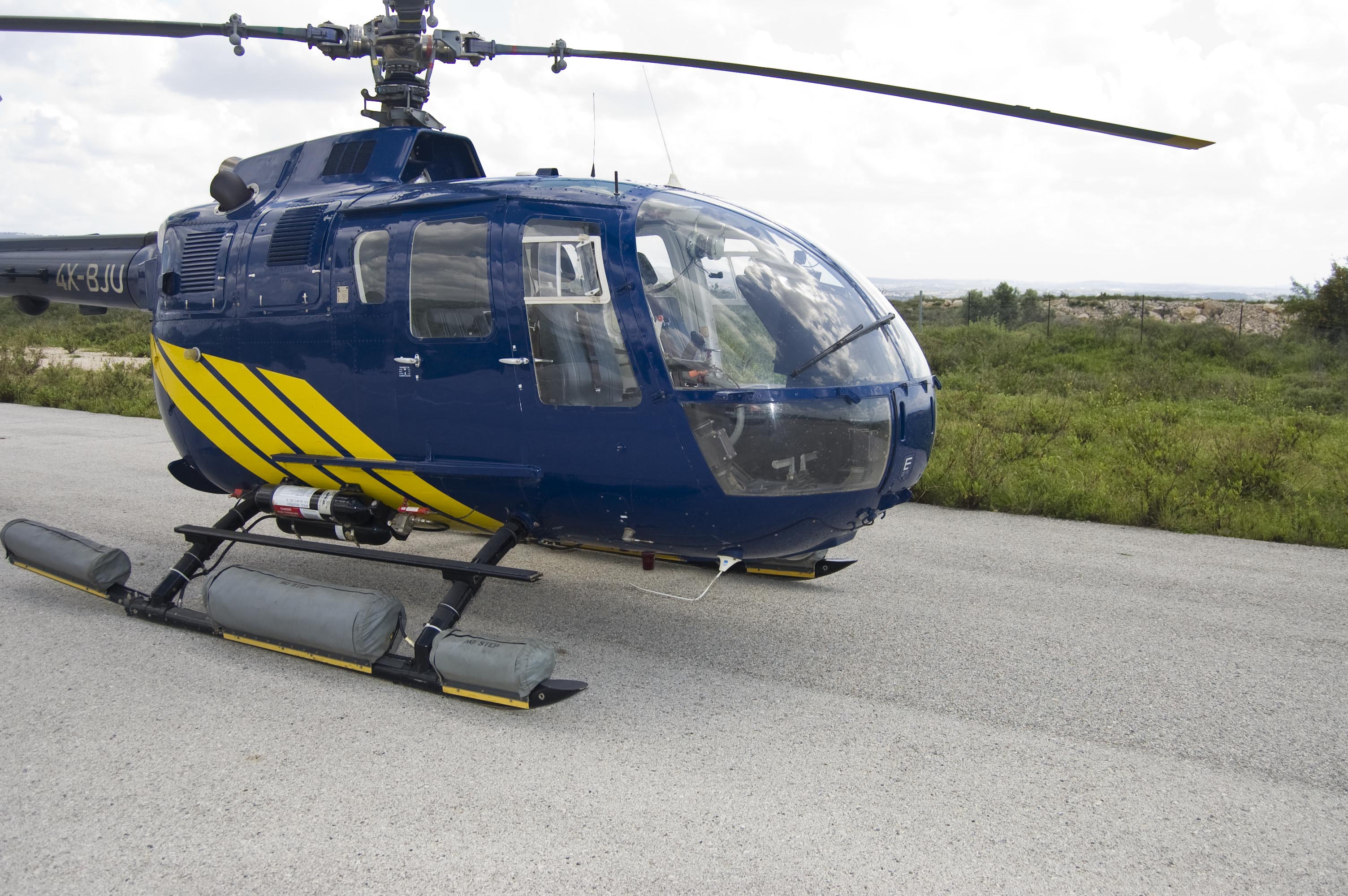
Морська конфігурація Bo 105

13 жовтня 1970 німецьке управління цивільної авіації сертифікувала Bo 105; перші поставки користувачам, ADAC Air Rescue та баварська державна поліція, розпочалися невдовзі після цього. У 1972 було отримано наступний тип сертифікат від Федерального управління цивільної авіації США та від Управління цивільної авіації, що відкрило можливість експортування до США та Великої Британії відповідно, які почалися невдовзі. У 1972 було розроблено покращену версію Bo 105C з більш потужними двигунами, яка швидко витіснила Bo 105A. 25 вересня 1973 свій перший політ зробив прототип Bo 106; Bo 106 має багато спільного з Bo 105, принципова різниця, полягає у збільшеній площі кабіни, що дозволило розмістити у передній частині салону ряд з трьох крісел, а позаду ряд з чотирьох. Проте, подальшого розвитку проект Bo 106 не отримав.
У 1976 було представлено Bo 105CB з більш потужними двигунами Allison 250-C20B. Подальша розробка Bo 105C призвела до створення Bo 105CBS, основною відмінністю був довший на 25 см фюзеляж на вимогу США для служби швидкої допомоги; ця версія має у США назву Bo 105 Twin Jet. Американська аерокосмічна фірма Boeing-Vertol виступала партнером у виробництві і подальшій розробці і продавала BO 105 на американському ринку. Варіанти Bo 105 CB і Bo 105 CBS також були предметом ліцензійної угоди, що привело до початку виробництва цих машин компаніями Philippine Aerospace Development Corporation у Філіппінах, Indonesian Aerospace (IPTN) у Індонезії і Construcciones Aeronáuticas SA (CASA) у Іспанії на додачу до головної виробничої лінії у Німеччині.
У 1984 було випущено Bo 105LS з подовженим фюзеляжем від Bo 105CBS у комбінації з двигунами Allison 250-C28C для збільшення максимальної злітної ваги, а також для покращення продуктивності на висоті; Bo 105 LS випускався за ліцензією разом з Eurocopter Canada. Покращення і модифікації Bo 105 LS продовжилися до 1995.
Випуск Bo 105 компанією Eurocopter формально закінчився у 2001, ці машини були замінені на більш сучасні вертольоти Eurocopter EC135, який є по собі прямим потомком Bo 105. На кінець виробництва було випущено 1406 вертольотів, які було поставлено у 55 країн світу.

## Конструкція

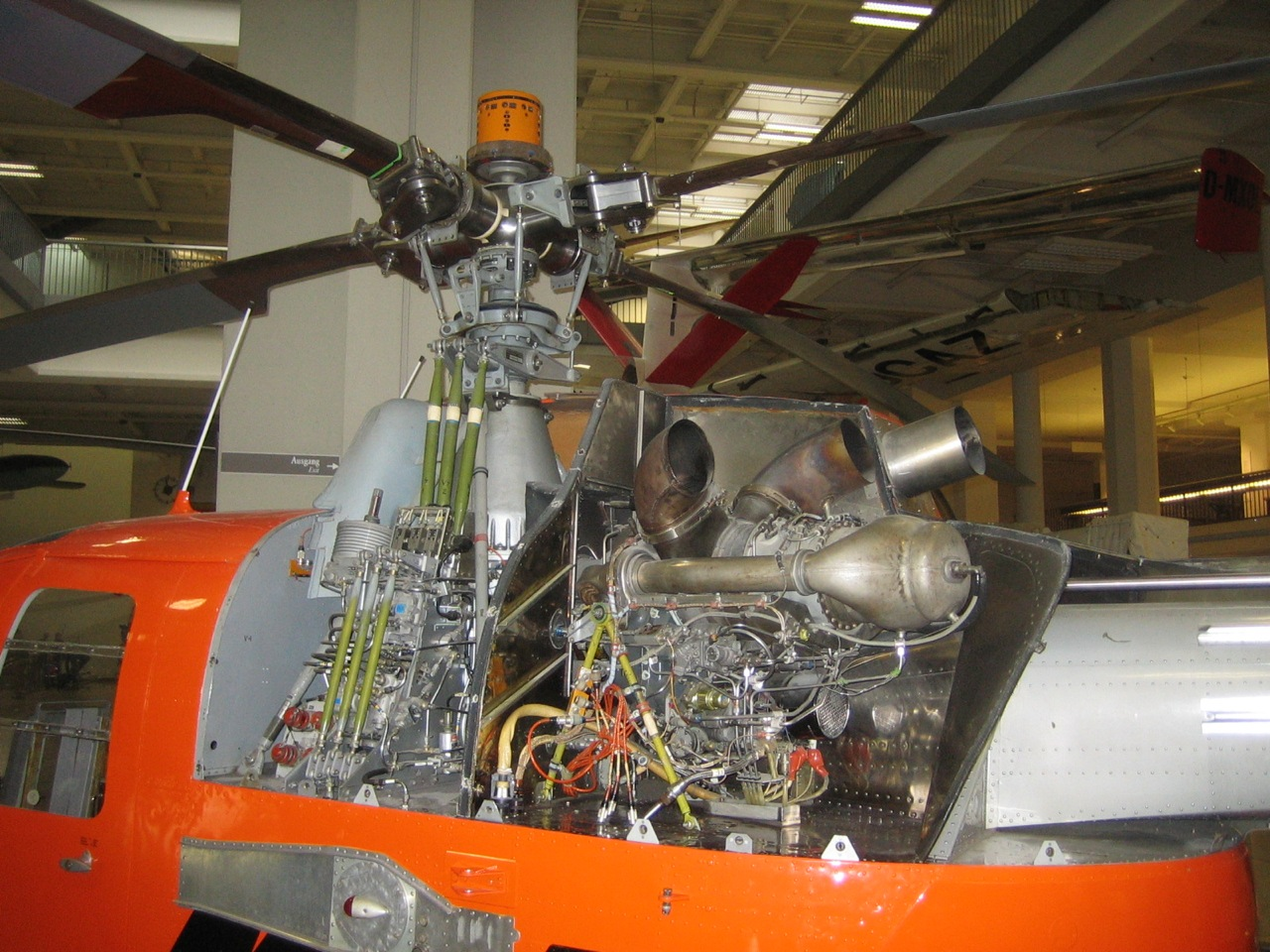
Вид на двигун Bo 105, трансмісію і несний гвинт

Вертоліт Bo 105 отримав репутацію високоманевреної машини; деякі варіанти були розроблені для вищого пілотажу і використані в рекламних цілях користувачами, одним з таких користувачів був професійний пілот Чак Аарон, який літав для Red Bull. Протягом 1970-х  Bo 105 був відомий завдяки своєму великому корисному навантаженню і високій крейсерській швидкості ніж у більшості конкурентів. Хоча вертоліт вважався деякими пілотами не дуже привабливим візуально; Bo 105 був відомий своєю стійкістю, чутливим управлінням і добрими льотними якостями. Більшість моделей може виконувати круті піке, розвороти, петлі, повороти, а також різні фігури вищого пілотажу, згідно з MBB вертоліт Bo 105 може витримувати до 3,5 одиниць позитивних і однієї негативної одиниці перевантаження. Однією з переваг управління Bo 105 добрі злітні характеристики, в тому числі значний опір катастрофічному динамічному обертанню; поєднання ваги і двох двигунів забезпечує швидкий підйом на зльоті.
Мабуть, найбільш важливою рисою вертольота Bo 105 є лопаті і головка гвинта. Гвинтова система повністю шарнірна, головка ротора складається з твердого титанового блоку, до якого болтами прикріплені чотири лопаті; гнучкість лопатей ротора розроблено щоб вбирати рух, як правило, що вимагає шарніри у більшості конструкцій гвинта вертольота. Лопаті гвинта зроблені з металопластикового скловолоконного композитного матеріалу; їхня гнучкість дозволяє знімати активні елементи, що значно спрощує технічне обслуговування і збільшує термін служби лопатей. Про надійність передової гвинтової системи свідчить те, що за шість мільйонів робочих годин не було жодних збоїв. Частково, рухливість і чутливість керування було досягнуто завдяки жорстким лопатям гвинта встановленим на Bo 105, вони залишалися рідкими на схожих вертольотах протягом всього виробництва Bo 105.
Військові оператори можуть використовувати вертольоти на дуже малій висоті для зменшення помітності, Bo 105 добре підходять для виконання цих операцій через свою добру керованість, що допомагає пілотам простіше керувати машиною при польотах на малих висотах. Оснащена додатковими паливними баками, дальність базової моделі Bo 105 збільшується до п'яти годин з навантаженням. Навіть при відмові одного двигуна вертоліт Bo 105 може продовжувати політ, але зі зменшеною швидкістю і дальністю. Окрім двох пілотів, у кабіні можуть розміститися три пасажири на задньому місці, яке можна прибрати для збільшення об'єму вантажної кабіни, завантаження кабіни відбувається через задні розкладні дверцята. У морському варіанті BO 105 можна оснастити додатковими паливними баками, аварійним поплавковим обладнанням, надувним рятувальним плотом, складними лопатями гвинта і високими полозами.

## Історія використання

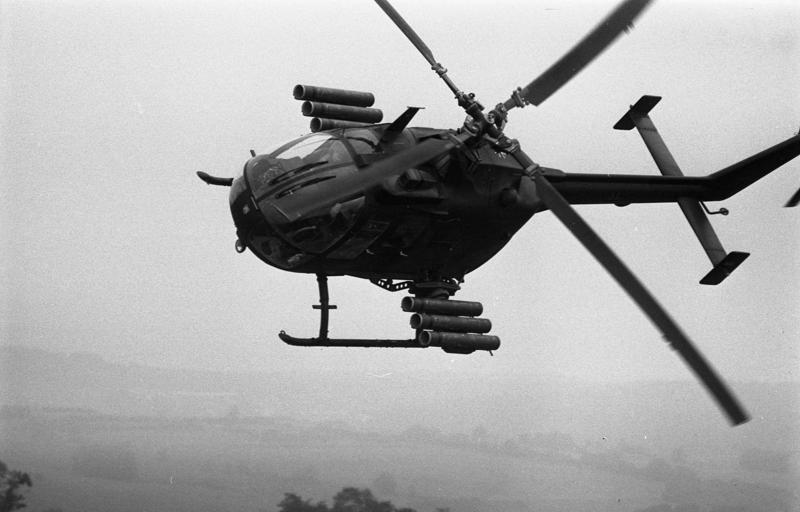
Вертоліт Bo 105 німецької армії, 1986

У 1975 німецькою армією було прийнято рішення про придбання протитанкової версії з шістьма ракетами Euromissile HOT, який отримав позначення Bo 105 PAH-1. У період з 1979 по 1984 було поставлено 212 вертольотів Bo 105 PAH-1. Командувачі німецької армії бачили PAH-1 як тимчасовий захід, шукаючи більш спеціалізований протитанковий вертоліт; тому що вертольоти PAH-1 не мали змоги вести нічні бої і через власні оборонні властивості; пізніше було розроблено на заміну Eurocopter Tiger. У 1977 німецьке Міністерство оборони обрало Bo 105C для програми як легкий вертоліт спостереження, тому було замовлено 100 вертольотів.
Протягом 1970s-х MBB продали ліцензію на виробництво Bo 105 компанії Indonesian Aerospace (IPTN) як частина угоди по розвитку індонезійської авіаційної індустрії. Протягом десяти років виробництво Bo 105 була розташована на власних потужностях IPTN. Bo 105 використовували у різних підрозділах збройні сили Індонезії; військові Bo 105 використовували під час кризи у Східному Тиморі у 1999 і конфлікту у Папуа. Індонезійські Bo 105s також брав участь в декількох масштабних спільних навчаннях.
Мексиканські ВМС мають кілька озброєних Bo 105 для проведення морської розвідки; на початку 1980-х, Мексика замовила кілька патрульних кораблів класу Uribe які були пристосовані для посадки Bo 105 на них. У 2005 було закінчено роботи серії оновлення для 11 мексиканських морських Bo 105s, було встановлено ІЧ датчик направлений вперед, приймачі Глобальної системи позиціювання (GPS), пошукові радари, нові лопати несного гвинта, підвіски для зброї і інші зміни. У листопаді 2014, Jet Rescue Air Ambulance відкрила першу  цивільну повітряну швидку допомогу у Мексиці за допомогою вертольотів Bo 105.

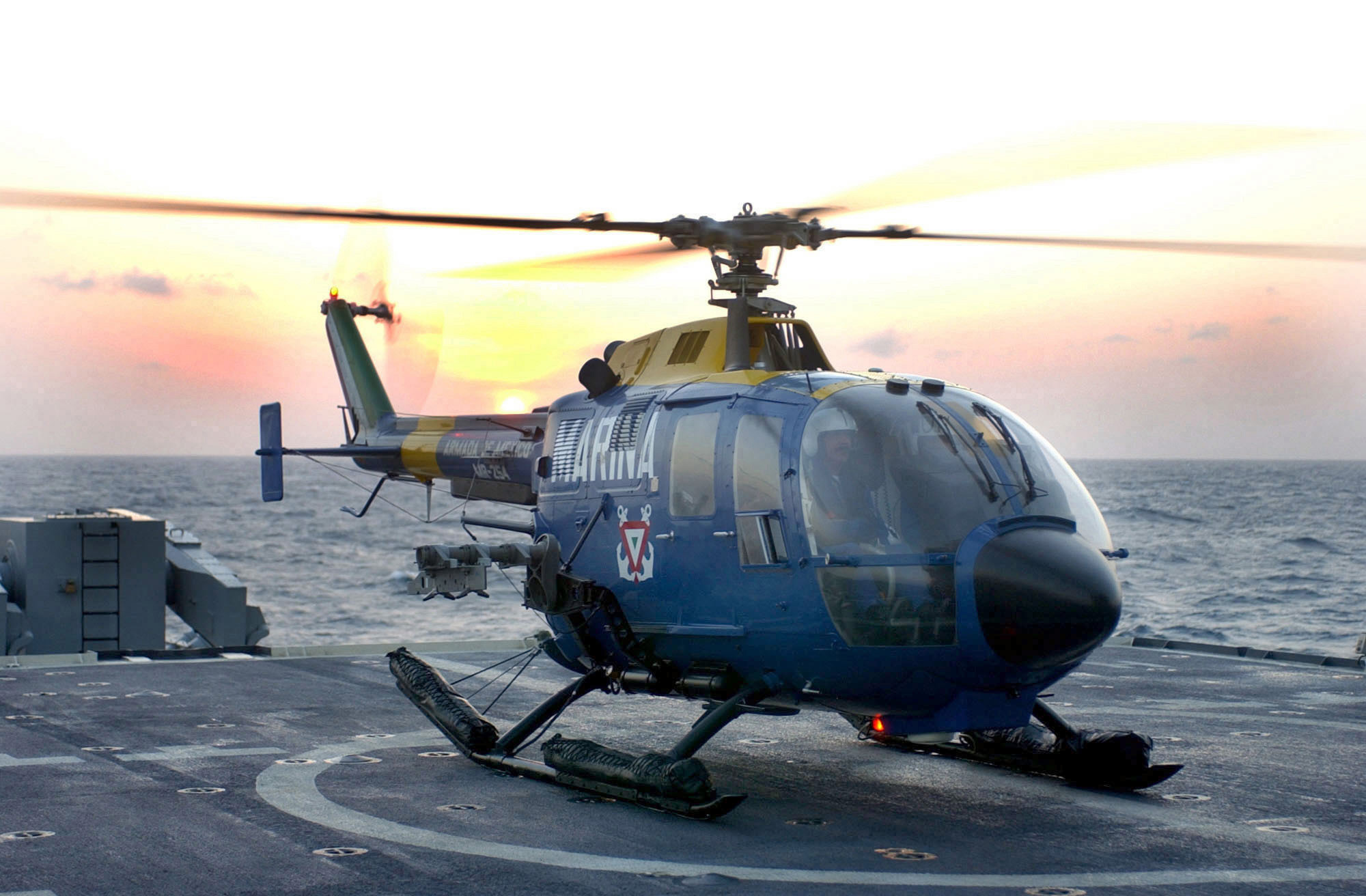
Вертоліт Bo 105 мексиканських ВМС на борту крейсера USS Yorktown, 2002

Наприкінці 1990-х армія Республіки Корея замовила кілька Bo 105 для покращення розвідки і живучості військ; вертольоти було побудовано при співпраці між Eurocopter і щойно створеною Korea Aerospace Industries (KAI), отримавши позначення Корейський легкий вертоліт, KAI також повідомляли про випуск вертольотів на експорт.
Bo 105 широко використовується у швидкій медичній допомозі (EMS) / евакуації по всьому світу; у 1998, Flying Magazine повідомляв про Bo 105 і MBB/Kawasaki BK 117 (новий вертоліт створений на основі Bo 105), MBB утримував 35% ринку EMS. Перший EMS-орієнтований Bo 105 у Шотландії було прийнято на службу у 1989; у листопаді 2015 було списано останній медичний вертоліт Bo 105 у Британії, вертоліт було замінено на новий Eurocopter EC135. У 2009 останній випущений Bo 105 був придбаний канадською швидкою медичною допомогою Dam Helicopters.
У травні 2014 Airbus Helicopter повідомили, що по всьому світу Bo 105 налітали 8 млн. годин і приблизно 700 Bo 105 залишались на службі.

## Варіанти

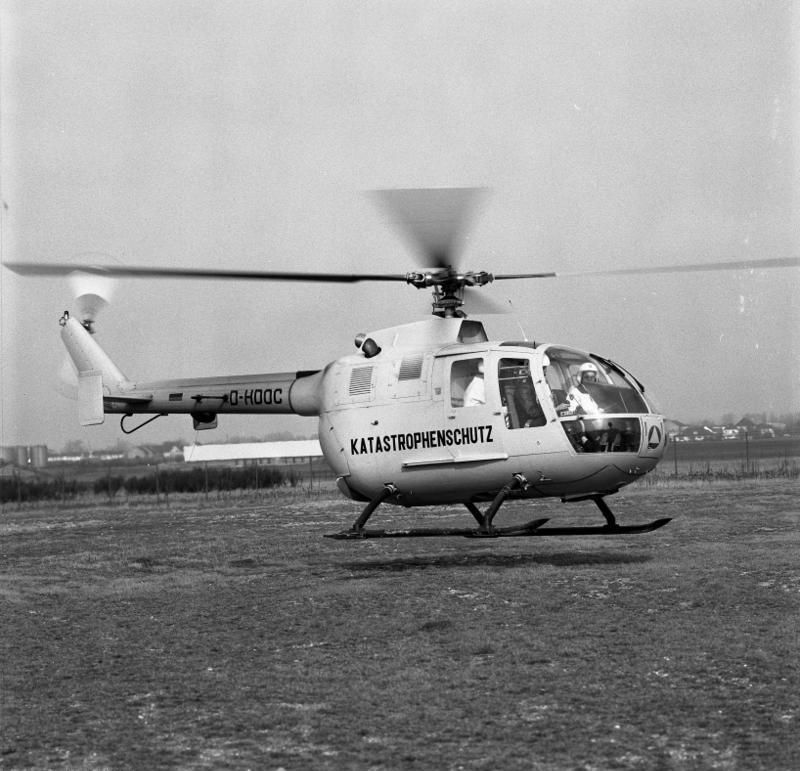
1974

Варіантами німецької армії є Bo 105P та Bo 105M.
- Bo 105A : Перша серійна модель для цивільного використання з двома турбовальними двигунами Allison[en] 250-C18.
- Bo 105C : Початкова версія. Розроблена у 1972 і оснащена двома газотурбінними двигунами Allison 250-C20.[12]
- Bo 105CB : Легкий вертоліт спостереження, вантажопасажирська версія. Розроблена у 1976 і оснащена двома газотурбінними двигунами Allison 250-C20B, 30 з яких були поставлені Королівським ВПС Нідерландів.[12]

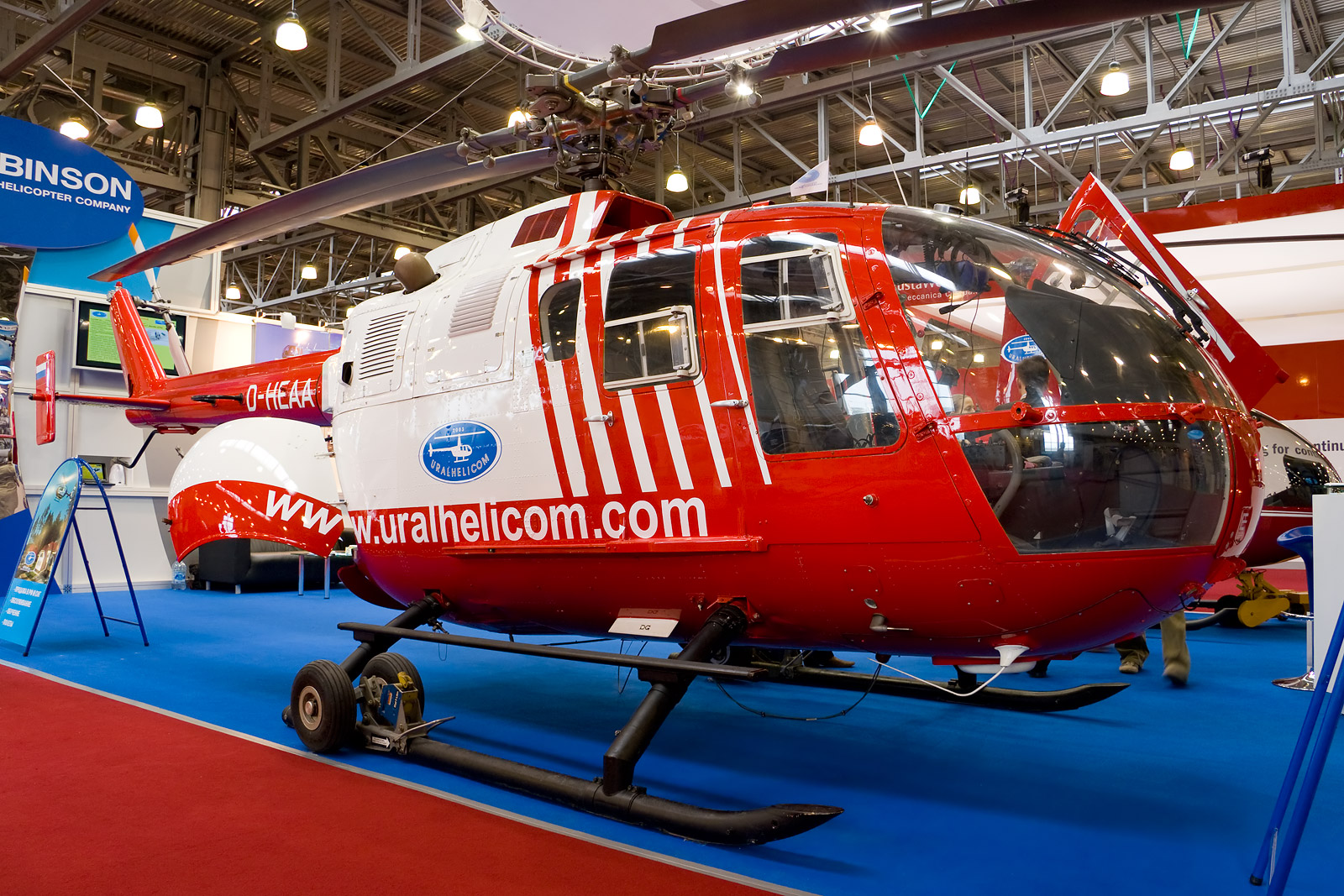
Російський MBB Bo 105 на HeliRussia 2008

- Bo 105CBS : Вантажопасажирська версія, з фюзеляжем подовженим на 25 см і додатковим вікном для виконання медичних завдань.[12]
- Bo 105CBS-5 : Також відомий як Superfive, зі збільшеними можливостями вантажопідйомності схожий на LS A3 Superlifter
- Bo 105D : британська берегова сертифікована версія.
- Bo 105LS A1 : Розробка 1984 з подовженим фюзеляжем і двома газотурбінними двигунами Allison 250-C28C.
- Bo 105LS A3 : Розробка 1986 зі збільшеною максимальною злітною вагою збільшеною до 2600 кг.
- Bo 105LS A3 "Superlifter" : Розробка 1995 зі збільшеною робочою вагою до 2850 кг.
- Bo 105P/PAH-1 : Армійське позначення "PAH-1" та "PAH-1A1" для оновлених версій (PAH=Panzerabwehrhubschrauber; 'Протитанковий вертоліт'), ударний вертоліт оснащений ПТКР HOT ATGM (HOT2 для оновленої версії A1).[12] З появою ударного вертольота Eurocopter Tiger, деякі були списані і перероблені на версію VBH для продовження служби.
- Bo 105P/PAH-1A1 : Покращена протитанкова версія для армії Німеччини, оснащена шістьма пусковими установками ракет HOT.[12]
- Bo 105P/PAH-1 Phase 2 : Пропонована нічна версія для армії Німеччини.[12]
- Bo 105P/BSH Пропонована ескортна версія для армії Німеччини, оснащена ракетами повітря-повітря Stinger.[12]
- Bo 105M : Армійське позначення "VBH" (Verbindungshubschrauber; 'зв'язковий вертоліт'), легкий транспортний вертоліт і вертоліт спостереження.[12] Вони були списані і замінені роззброєними і модифікованими PAH1.
- Bo 105/Ophelia : Тестовий і випробувальний вертоліт прицілом на щоглі.[12]
- Bo 105ATH : Протитанкова версія армії Іспанії.[12]
- Bo 105GSH : Озброєна розвідувальна версія для армії Іспанії.[12]
- Bo 105LOH : Вертоліт спостереження для армії Іспанії.[12]
- Bo 105MSS : Морська версія, оснащена пошуковим радаром.
- NBO-105 : Ліцензійна версія випущена IPTN (тепер Eurocopter) 1976–2011; у Німеччині випускали лише гвинти і трансмісію; спочатку NBO-105 CB, але зі 101 машини було випущено подовжені NBO-105 CBS. Було випущено 122 машини, Dirgantara Indonesia припинила виробництво у 2008.
- Bo 105S : Пошукова і рятувальна версія.
- NBO-105S : Подовжена версія.
- Bo 105 Executaire: Boeing Vertol та Carson Helicopters випустили подовжену на 24,5 см версію Bo 105 за ліцензією, як Executaire у спробі потрапити на американський ринок  легких вертольотів, але продажі були малими.[40]
- Bo 105E-4 : 12 німецьких армійських Bo 105P оновлені і перероблені за контрактом на 10 млн. євро і подаровані Албанії, перша партія була поставлена у 2006, вертольоти мали покращену продуктивність і авіоніку. Переробка інших вертольотів Bo 105 німецьких збройних сил розглядається з урахуванням майбутніх продажів.[41] Дану версію також було прийняло на постачання МО України.[42]
- EC-Super Five : Високопродуктивна версія Bo 105CBS.
- Bo 105 KLH : ліцензійна ударна версія CBS-5 оснащена корейським набором оснащення в тому числі з покращеним обладнанням зв'язку, навігації, радіоелектронної боротьби і системою наведення,[43] для задоволення вимог армії Республіки Корея. Вертольоти також мали покращені лопаті гвинта і систему трансмісії. На службі знаходяться 12 машин.
- Bo 106 : Ширша кабіна для розміщення 7 місць замість 5. Перший політ відбувся 26 вересня 1973.[44] Було створено лише один вертоліт (реєстрація D-HDCI, серійний номер 84). Bo 106 був також оснащений більш потужними двигунами Allison 250 C 20B. У 1981 Німецька повітряна рятувальна організація Deutsche Rettungsflugwacht/DRF Luftrettung купила цей прототип і перебудувала його у 105 CB-2 зі стандартною кабіною. Він літав у DRF до листопада 1993 під реєстрацією D-HCCC, але 1994 з нього зняли запасні частини для іншого вертольота DRF (Bo 105 CBS-S, реєстрація D-HNNN, серійний номер 662).

## Оператори

### Військові
Албанія
- ВПС Албанії[45]

 Бахрейн
- Королівські ВПС Бахрейну[45]
- Королівські ВМС Бахрейну<[45]

 Бруней
- Королівські ВПС Брунею<[45]

 Чилі
- Військово-морські сили Чилі<[45]

 Колумбія
- ВМС Колумбії<[45]

 Німеччина
 Індонезія
- Збройні сили Індонезії<[45]
- ВМС Індонезії<[45]

 Лесото
- Сили оборони Лесото<[45]

 Мексика
- ВМС Мексики<[45]

 Перу
- ВПС Перу<[45]

 Філіппіни
- ВМС Філіппін<[45]

 Республіка Корея

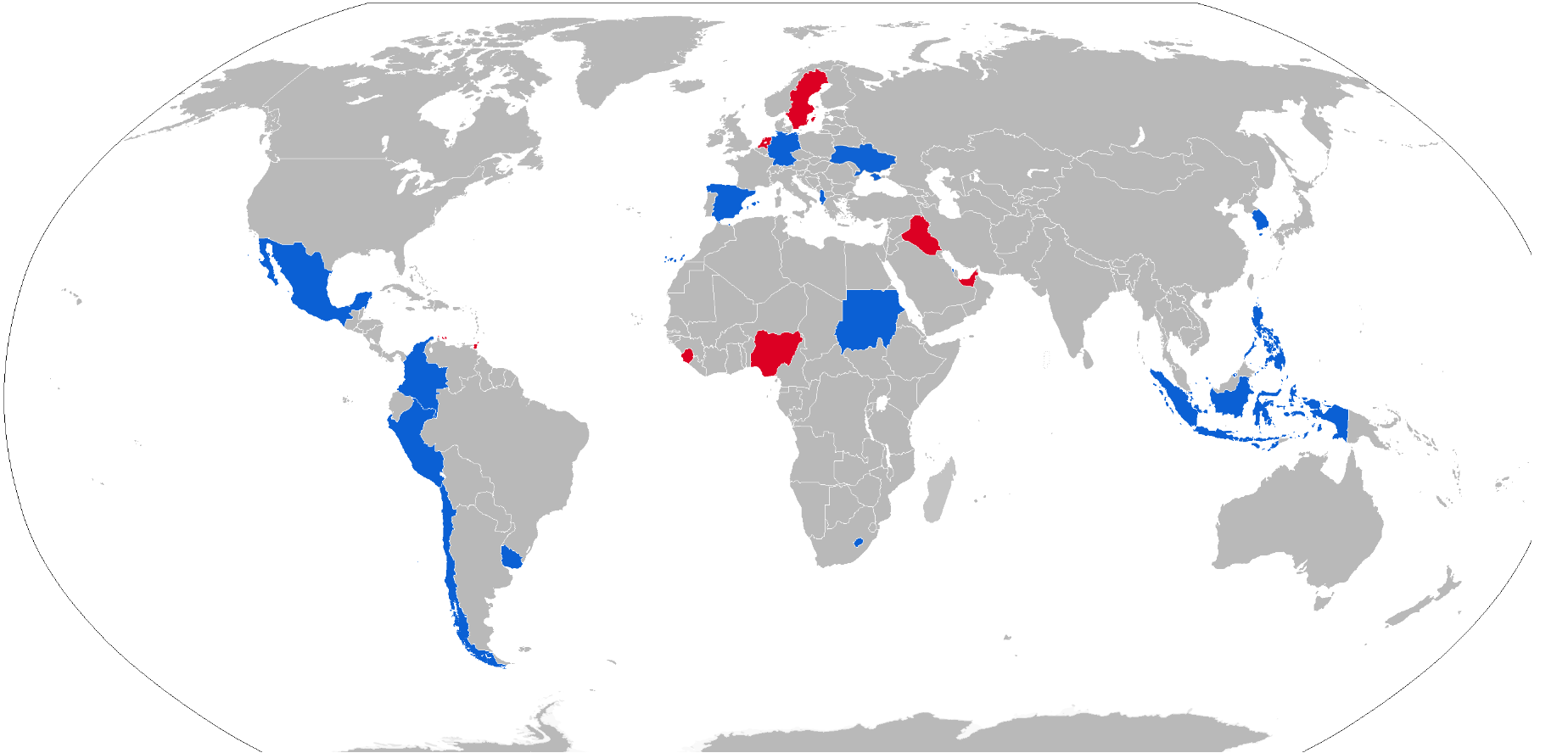
Карта військових операторів MBB Bo 105 синім

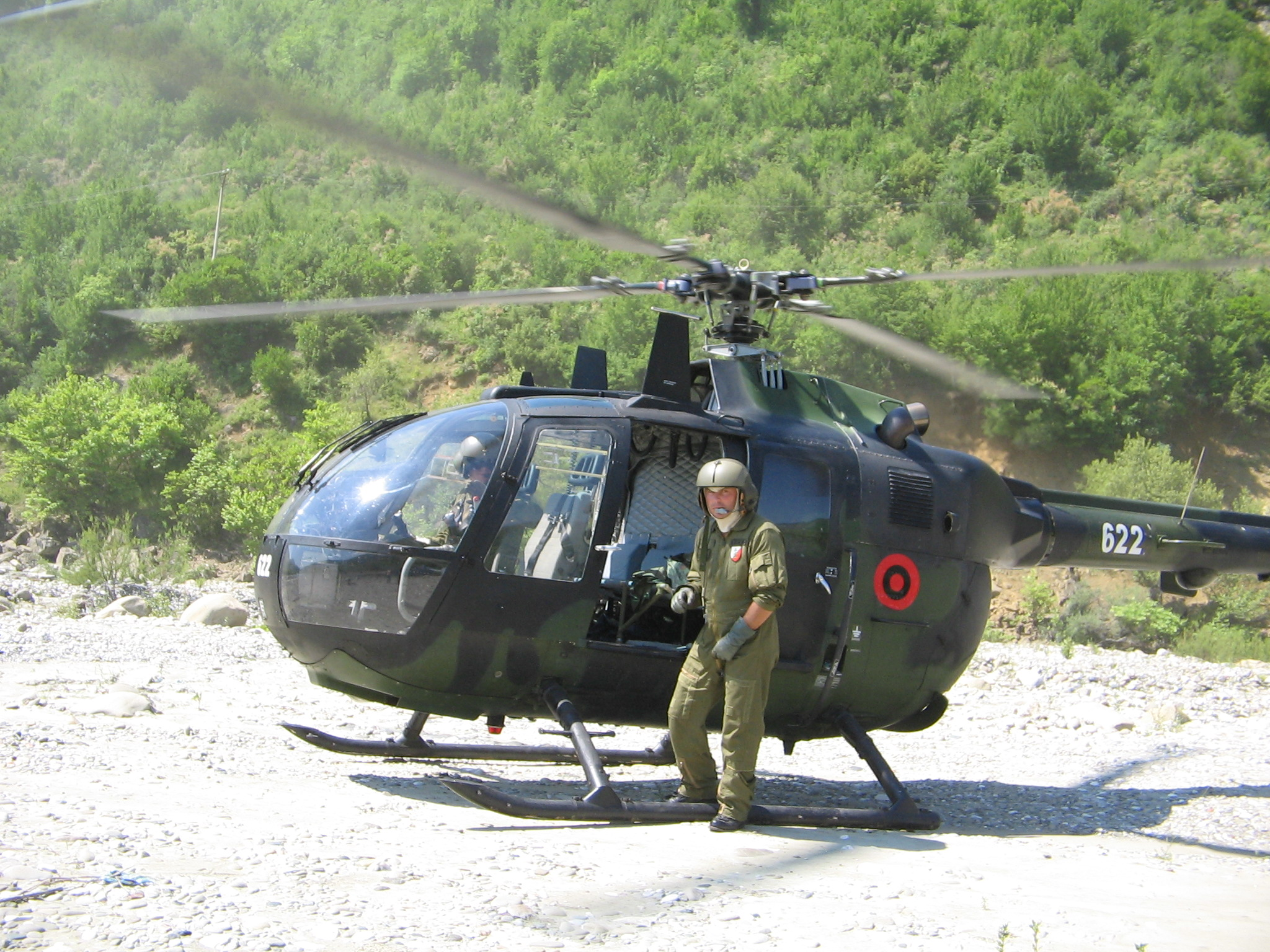
Перший Bo 105E-4 який було прийнято на озброєння албанською повітряною бригадою, 2006

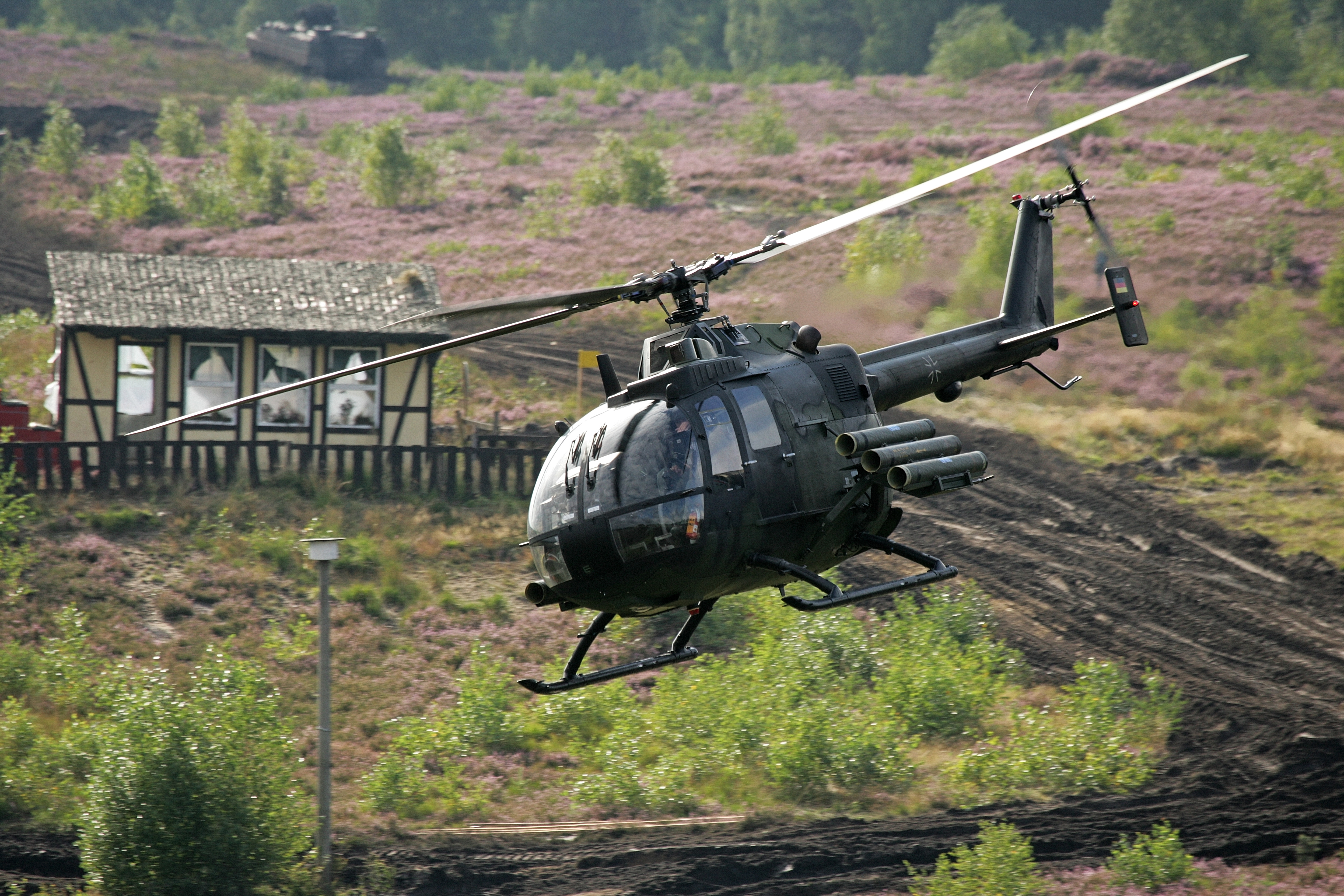
Німецький Bo 105P у польоті

- Сухопутні війська Республіки Корея<[45]

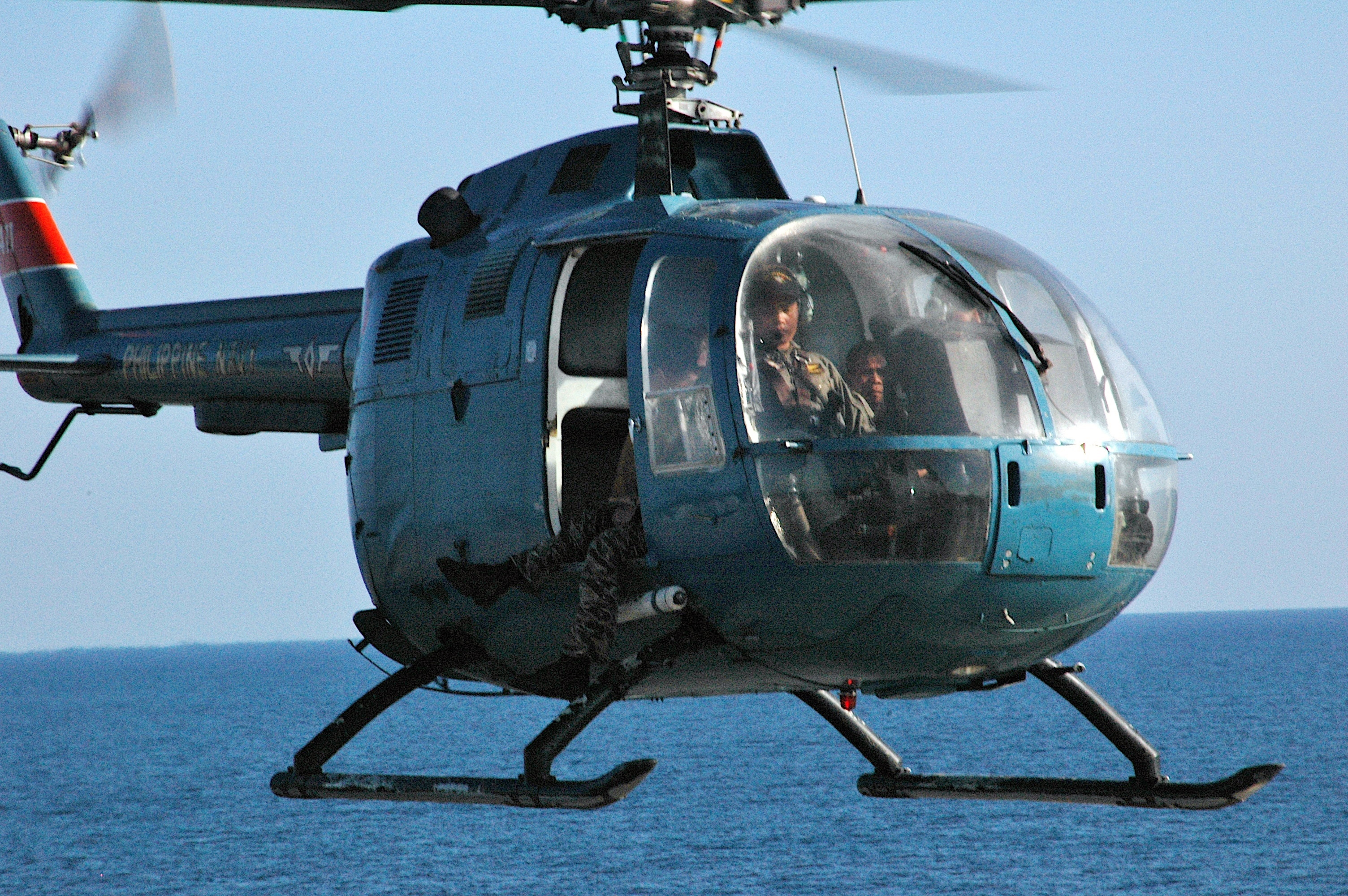
Філіппінський морський вертоліт Bo 105C який використовують для пошуку і рятування, розвідки і зв'язку

 Іспанія
- Збройні сили Іспанії<[45]

 Судан
- ВПС Судану[46][47]

 Уругвай
- Військово-морські сили Уругваю<[45]

### Урядові і цивільні
< Аргентина
- Повітряна поліції Буенос-Айресу[48]

 Канада
- Берегова оборона Канади[49]

 Чилі
- Поліція Чилі[50]

 Німеччина
- Державна поліція Німеччини[51]
- ADAC [52]

 Нідерланди
- Повітряна поліція Нідерландів[53]

 ПАР
- Поліція ПАР[54]

 Іспанія
- Прикордонна служба[55]
- Національна поліція [56]
- Guardia Civil[57]

 Україна

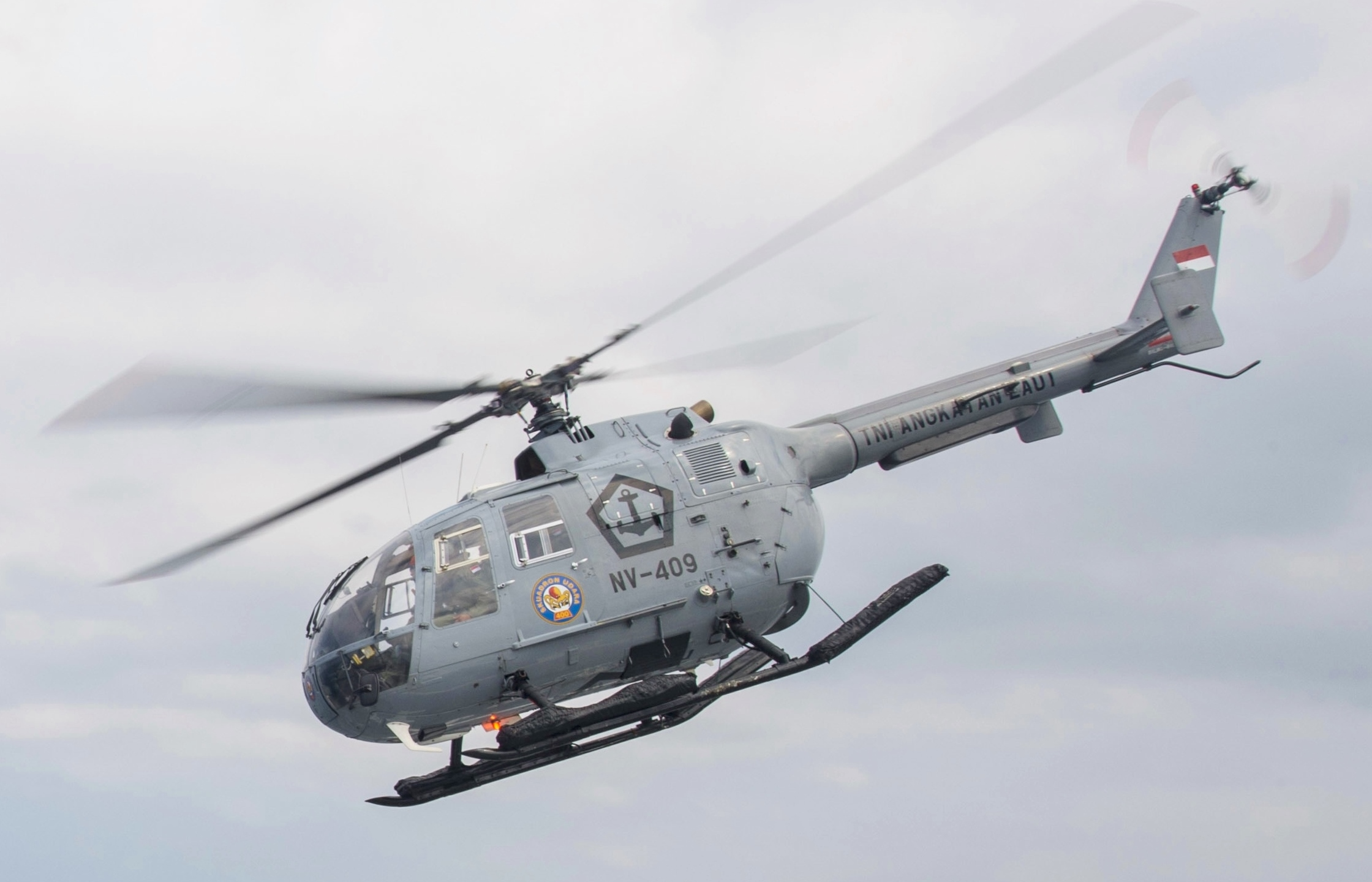
Індонезійський морський вертоліт Bo105 сідає на палубу USS Fort Worth, 2015

- Прийнято на постачання Міністерством оборони України у 2023 році[42]

### Колишні оператори

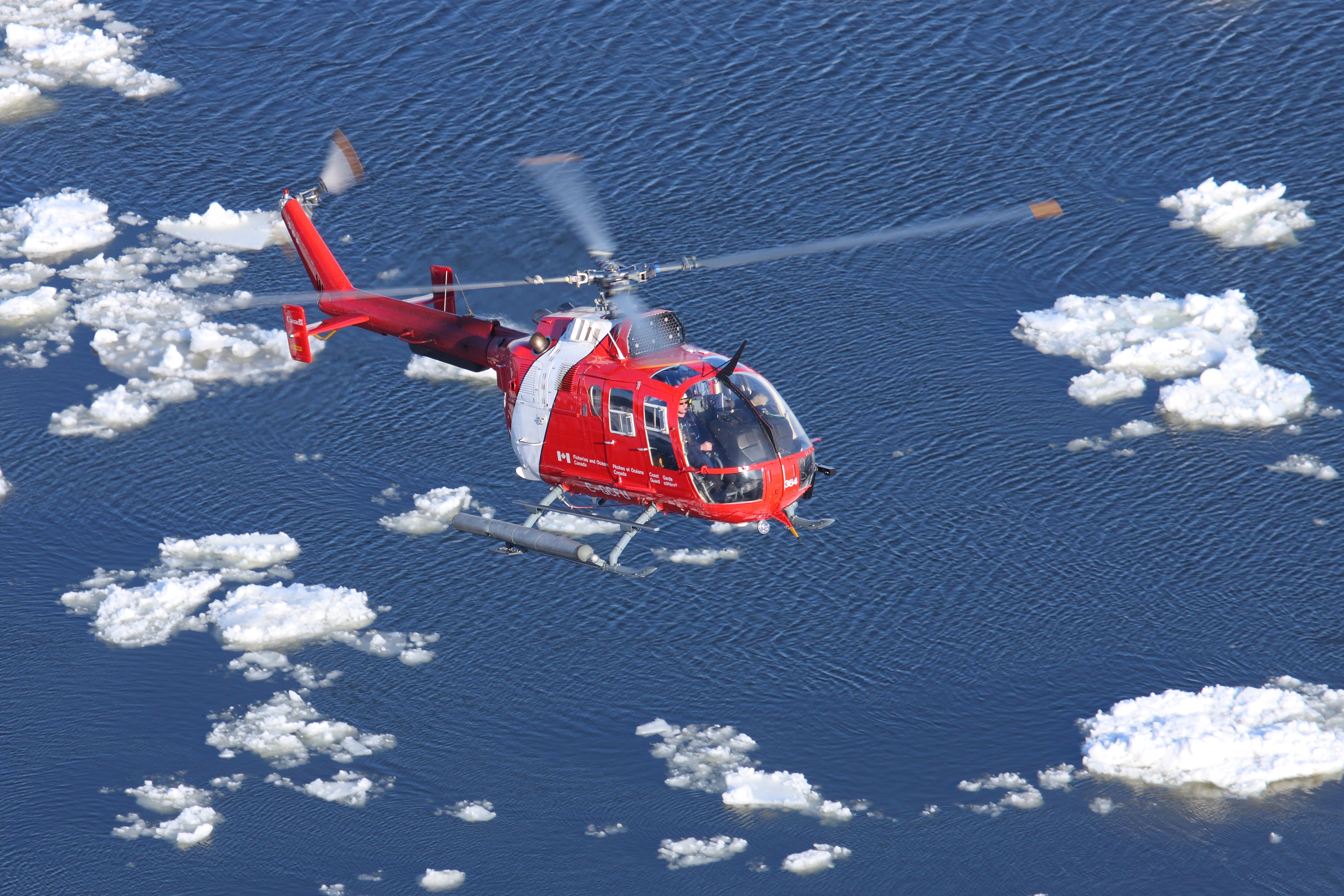
Канадський вертоліт MBB Bo 105 берегової оборони над рікою Св. Лаврентія поблизу міста Квебек

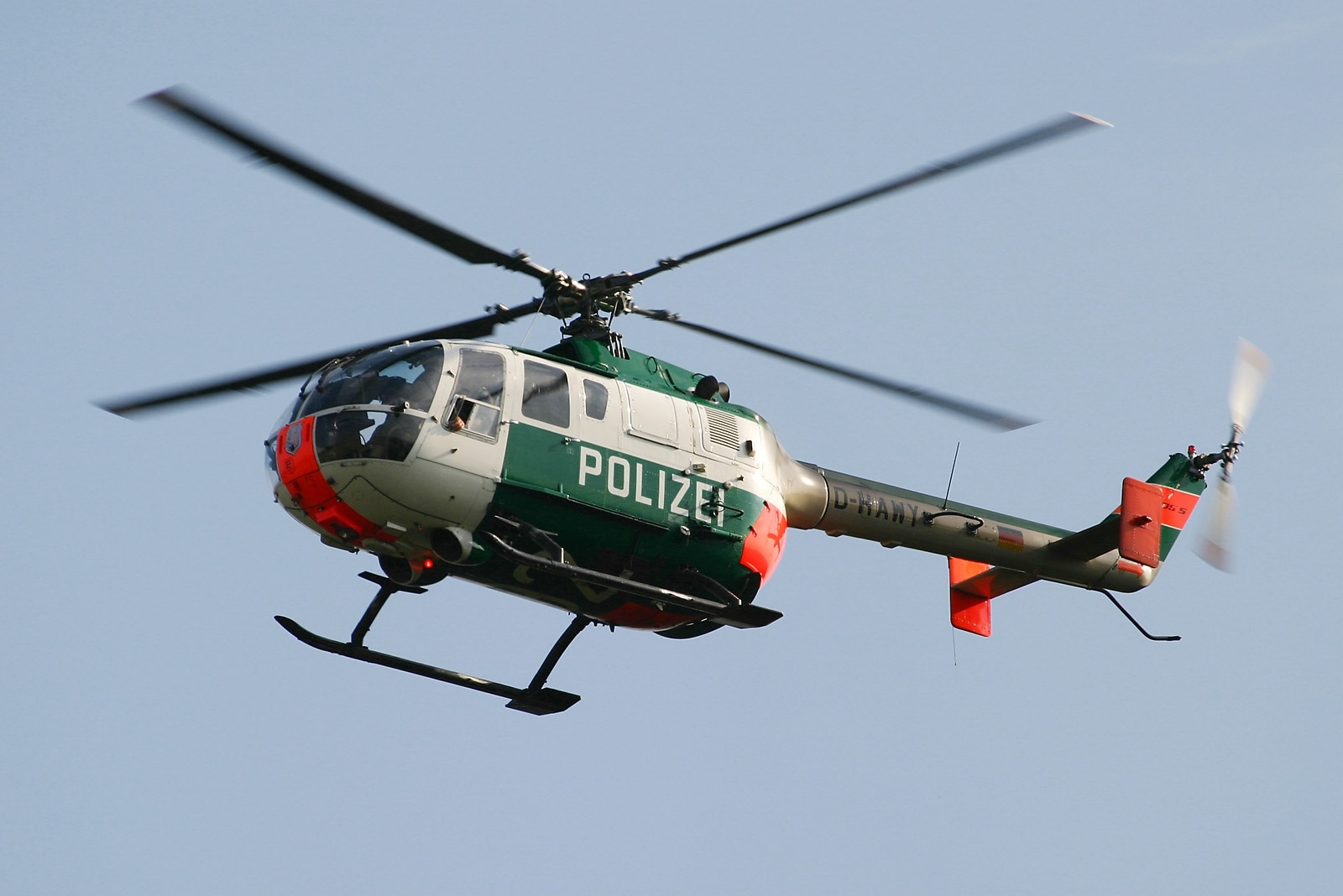
Вертоліт Bo 105 CBS німецької федеральної поліції

Чилі
- ВПС Чилі[58][59]

 Кіскей
- Сили оборони Кіскей[60]

 Ірак
- ВПС Іраку[61]

 Нідерланди
- Королівські ВПС Нідерландів[62][63]

 Нігерія
- ВПС Нігерії[64]

 Філіппіни
- ВПС Філіппін[65]

 Сьєрра-Леоне
- ВПС Сьєрра-Леоне[66]

 Швеція
- Повітряні сили Швеції[67]
- Сухопутні війська Швеції[68]

 Тринідад і Тобаго
- Сили оборони Тринідад і Тобаго[69]

 ОАЕ
- ВПС ОАЕ[70]

 США
- Департамент поліції Нью-Йорка [71]
- Petroleum Helicopters Inc.[72]

## Катастрофи і інциденти
- 6 лютого 1991 — Іракський Bo 105 збитий американським A-10A під час війни у Перській затоці.[73][74]
- 24 липня 1991 — Bo 105 впав на тестовому майданчику у Неваді, загинуло 5 осіб.[75][76]
- 2 лютого 1995 — Bo 105CB впав і згорів у Індонезії після того як пілот втратив керування через збій у роботі двигуна; загинуло двоє і поранено одну особу.[77]
- 24 травня 2002 — британський Bo 105 впав у море після зсуву вантажу і удару по хвостовій балці.[78]
- 2 жовтня 2005 — Bo 105S, який використовувала Повітряна швидка допомога AMS, розбився у горах у Західній Капській колонії, Південна Африка під час евакуації постраждалих під час ДТП. Загинуло 4 особи.[79]
- Грудень 2005 — Bo 105 берегової охорони Канади розбився на узбережжі Ньюфаундленду, Канада, загинуло дві особи.[80]
- 19 червня 2008 — 4 військових загинуло у аварії Bo 105 над Боснією-Герцеговиною.[81]
- 18 червня 2010 — Bo 105 аргентинського телеканалу C5N, впав у приміській зоні, на околиці Буенос-Айреса. Пілот і оператор загинули.[82]
- 15 грудня 2011 — Bo 105 розбився на стоянці в південній частині венесуельського міста Сьюдад-Гуаяна під час випробувального польоту. Повітряний технік загинув, пілот зазнав травм.[83]
- 9 вересня 2013 — Bo 105 берегової охорони Канади розбився у Арктиці, троє загинули. Вертоліт був приписаний до канадського корабля берегової оборони Amundsen, дослідницького криголама.[84]

## Льотно-технічні характеристики (Bo 105CB)
Джерело: Jane's All the World's Aircraft 1988-89 
Основні характеристики
- Екіпаж: 1 або 2 пілоти
- Пасажиромісткість: 4
- Довжина: 11,86 м
- Висота: 3,00 м
- Діаметр несучого гвинта: 9,84 м

- Площа обертання несучого гвинта: 76,05 м²
- Крило у плані: NACA 23012
- Маса порожнього: 1276 кг
- Максимальна злітна маса: 2500 кг
- Силова установка: 2 × турбовальний Allison 250-C20B  420 кс ( 313кВт)

Льотні характеристики
- Крейсерська швидкість: 204 км/год
- Практична дальність: 575 км
- Перегінна дальність: 1112 км
- Швидкопідйомність: 8 м/с

Озброєння
- Керовані ракети: 6x Euromissile HOT (Bo 105 P) або 8x BGM-71 TOW